# Żiger Szymkent
Żiger Szymkent Futboł Kłuby, w skrócie Żiger Szymkent lub Żiger FK (kaz.: Жігер Шымкент Футбол Клубы, Жігер Шымкент, Жігер ФК) – kazachski klub piłkarski z siedzibą w Szymkencie. W 2000 został połączony z klubem Tomiris Szymkent tworząc Dostyk Szymkent.

## Historia
Chronologia nazw:
- 1949: Dinamo Szymkent (kaz. «Динамо» ФК (Шымкент))
- 1960: Jenbiek Szymkent (kaz. «Еңбек» ФК (Шымкент))
- 1961: Mietałłurg Szymkent (kaz. «Металлург» ФК (Шымкент))
- 1981: Mieliorator Szymkent (kaz. «Мелиоратор» ФК (Шымкент))
- 1992: Żiger Szymkent (kaz. «Жігер» ФК (Шымкент))
- 2000: klub rozwiązano – po połączeniu z Tomiris Szymkent i utworzeniu Ordabasy Szymkent

Klub został założony w 1949 jako Dinamo Szymkent. Na początku grał w rozgrywkach lokalnych. W 1954 został rozformowany. W 1960 klub odrodzony pod nazwą Jenbiek Szymkent debiutował w Klasie B, strefie 2 Mistrzostw ZSRR. W następnym roku zmienił nazwę na Mietałłurg Szymkent. W 1963 w wyniku reorganizacji systemu lig ZSRR spadł do Wtoroj Ligi, w której występował do 1991, z przerwą w latach 1968-1969, kiedy grał we Wtoroj Grupie oraz 1973 i 1975, kiedy nie występował w rozgrywkach na szczeblu profesjonalnym. Od 1981 nazywał się Mieliorator Szymkent.
W czerwcu 1992 zmienił nazwę na Żiger Szymkent i debiutował w pierwszych rozgrywkach o Mistrzostwo niepodległego Kazachstanu.
W 2000 odbyła się fuzja z innym miejscowym klubem Tomiris Szymkent i powstał klub o nazwie Dostyk Szymkent.
Najwyższe zwycięstwem klub był mecz rozegrany w Aktau, w 1995 roku przeciwko drużynie Kaspij Aktau zakończony wynikiem 12 do 1.
Najwyższymi przegranymi były mecze zakończone wynikami 6 do 0 rozegrane w 1996 roku w Pawodorze przeciwko Irtyszowi Pawłodar oraz w 1990, w Kokczetawiu przeciwko Kyzyłżarze Petropawł.

## Sukcesy
| Zawody                      | Osiągnięcie             | Lata                                           |
| --------------------------- | ----------------------- | ---------------------------------------------- |
| Klasa B ZSRR, strefa 2      | 5. miejsce              | 1962                                           |
| Puchar ZSRR                 | 1/32 finału             | 1989, 1990, 1991                               |
| Mistrzostwa Kazachskiej SRR | 1. miejsce              | 1951, 1952, 1953, 1975, 1980, 1985, 1986, 1987 |
| Puchar Kazachskiej SRR      | Zdowywca tytułu mistrza | 1949, 1955, 1984, 1985, 1987                   |
| Priemjer-Liga               | 3. miejsce              | 1994                                           |